# 22705 Erinedwards
22705 Erinedwards (1998 RF53) là một tiểu hành tinh vành đai chính được phát hiện ngày 14 tháng 9 năm 1998 bởi Nhóm nghiên cứu tiểu hành tinh gần Trái Đất phòng thí nghiệm Lincoln ở Socorro.